# Gymnocalycium anisitsii
A Gymnocalycium anisitsii a valódi kaktuszok (Cactaceae) Trichocereeae nemzetségcsoportjának Gymnocalycium nemzetségébe tartozó gömbkaktusz faj; a nemzetség Periferalia fajsorának tagja.
Korábbi, illetve szinonim nevei:
- Echinocactus damsii
- Gymnocalycium damsii
- Gymnocalycium damsii var. tucavocense
- Gymnocalycium griseopallidum
- Echinocactus joossensianum
- Gymnocalycium joossensianum
- Gymnocalycium tucavocense

## Elterjedése
Paraguayban, Rio Tigatiyami környékén honos.

## Megjelenése, felépítése
Gömbölyded, idősebb korában kissé megnyúló, 10 cm-nél is magasabbra növő, lombzöld kaktusz. Tizenegy bordáját állszerű dudorok díszítik. Areolánként 5–9 tövise fölül világos barnássárga, alul matt fehéresre fakul. Fehér virága 4 cm hosszú; a portokok szürkések.

## Alfajok, változatok
- Gymnocalycium anisitsii ssp. multiproliferum